# Euphorbia systyla
Euphorbia systyla là một loài thực vật có hoa trong họ Đại kích. Loài này được Edgew. mô tả khoa học đầu tiên năm 1847.